# Liste der Kulturdenkmale in Altmittweida

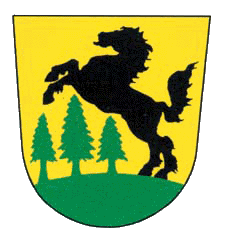
Wappen von Altmittweida

In der Liste der Kulturdenkmale in Altmittweida sind die Kulturdenkmale der sächsischen Gemeinde Altmittweida verzeichnet, die bis Juni 2022 vom Landesamt für Denkmalpflege Sachsen erfasst wurden (ohne archäologische Kulturdenkmale). Die Anmerkungen sind zu beachten.
Diese Aufzählung ist eine Teilmenge der Liste der Kulturdenkmale im Landkreis Mittelsachsen.

## Altmittweida
| Bild                                    | Bezeichnung | Lage                              | Datierung | Beschreibung | ID       |
| --------------------------------------- | --- | --------------------------------- | --- | --- | -------- |
| Weitere Bilder                          | Wasserturm | (Flurstück 915d) (Karte)          | 1896–1898 | Architektonisch bemerkenswertes, die umgebende Landschaft beherrschendes Bauwerk, Stützbodenbehälter Intze I, technikhistorisch und versorgungsgeschichtlich von Bedeutung, weitgehend original, saniert, in Betrieb. Zylinderförmiger Turmbau, Sockel bruchsteinverkleidet, Stichbogenportal mit Schlussstein, darüber in Backstein gemauerter Schaft, gegliedert nur durch schmale Rundbogenfenster, oberhalb eines Gesimses weite, allseitige Auskragung, durch Rautenmuster gegliedert, Wasserreservoir heute wellblechverkleidet, ein flach geneigtes, kegelförmiges Dach mit kleinem Aufsatz bekrönt den Turm, Klinkerfassade, im Inneren technische Ausstattung, museal aufbereitet Wellblechverkleidung im Zuge der Sanierung 2005–2007 entfernt und durch Verkleidung mit Flachklinkerelementen ersetzt. 1896 beauftragte die Stadt Mittweida den Architekten Johann Nepomuk Bürkel, der an der städtischen Hochschule lehrte, mit der Planung eines Wasserwerkes mit zugehörigem Wasserturm. Ausgewählt wurde eine exponierte Höhenlage etwas außerhalb der Stadtgrenzen, von der aus der 39 Meter hohe Klinkerbau als Wahrzeichen Mittweidas die Landschaft prägt. Seit seiner Inbetriebnahme 1898 ist der Wasserturm bis heute in die Wasserversorgung der Stadt eingebunden. Das Bruchsteinmauerwerk des Sockelgeschosses, der weit auskragende Wasserbehälter sowie das mit Laterne, Walmgauben und Wetterfahne verzierte Kegeldach verleihen ihm in historistischer Manier einen wehrturmhaften Charakter. Der Schaft des Turmes ist ziegelsichtig und nur durch kleine Rundbogenfenster gegliedert. Darüber vermittelt ein schmales, gestuftes Klinkergesims zur Hohlkehle des auskragenden Behältergeschosses, deren Gefache mit einem Rautenmuster aus roten und schwarzen Ziegeln verziert sind. Als Wasserbehälter wurde ein 1500 m³ fassender, stählerner Stützbodenbehälter des Typs Intze I verbaut. Aufgrund von Schäden in der Verkleidung wurde der Behälter in den 1970er Jahren mit Wellblech verkleidet. Bei der letzten Sanierung in den Jahren 2005–2007 wurde diese Verkleidung zugunsten einer der historischen Ansicht angenäherten Gestaltung mit Flachklinkerelementen wieder entfernt. Aufgrund seiner exponierten Lage ist der Mittweidaer Wasserturm landschaftsprägend. Er ist zudem ein wichtiges Zeugnis der frühen städtischen Wasserversorgung vom Ende des 19. Jahrhunderts und aus diesem Grund bau- und technikgeschichtlich von Bedeutung. | 09244590 |
|                                         | Wohnstallhaus (Badweg 4) und Seitengebäude (Badweg 2) eines ehemaligen Vierseithofes                            | Badweg 2, 4 (Karte)               | Um 1800 | Beide Gebäude weitestgehend original, mit sichtbarem Fachwerk im Obergeschoss. - Wohnstallhaus: zweigeschossig, hohes Satteldach, beidseitig kurzer Schopfwalm, kräftiges, strebenreiches Fachwerk, originale Fenstergrößen auch im Erdgeschoss - Seitengebäude: ähnliche Dachform, Fachwerk hofseitig verputzt, rückseitig jedoch offen, Giebel verschiefert | 09244589 |
|                                         | Häusleranwesen                                                                                                  | Bahnhofstraße 5 (Karte)           | Um 1700 | Einfaches, gut erhaltenes, ländliches Wohnhaus, bemerkenswert tiefe Baukörperform, unter Verkleidung Fachwerk, vermutlich allseitig vorhanden. Zweigeschossig, größere Baukörpertiefe als üblich, hoch aufragendes Satteldach, Schieferdeckung, kleine Dachhäuschen, Erdgeschoss und Obergeschoss originale Fenstergrößen, beeinträchtigt durch Verkleidungen. | 09244596 |
| Direkt Bild zu diesem Denkmal hochladen | Zwei Seitengebäude und Scheune eines Vierseithofes                                                              | Dorfstraße 29 (Karte)             | Vor 1800 (Seitengebäude); Anfang 19. Jahrhundert (östliches Seitengebäude); Ende 19. Jahrhundert (Scheune)                                              | Auf Grund der Fachwerkkonstruktion und des Alters (östliches Seitengebäude) wertvolle Gebäude. - östliches Seitengebäude: Erdgeschoss in Stein, Obergeschoss Fachwerk mit Kopfstreben, Satteldach - Scheune: Fachwerk, Satteldach - zweites Seitengebäude: Erdgeschoss Stein, Obergeschoss vermutlich Fachwerk, Fassadengliederung original, Satteldach | 09244546 |
|                                         | Mietvilla | Dorfstraße 32 (Karte)             | Um 1905 | Anspruchsvoll gestalteter Wohnbau in historisierenden Formen in markanter städtebaulicher Lage, baugeschichtlich von Bedeutung. Zweigeschossiger Bau mit je vier Achsen zur Dorfstraße und zur Küttnerstraße, Ecke ist abgeschrägt, Brüstungsfelder, horizontale Bänder, markanter Dachaufsatz über der Gebäudeecke, zwei Dacherker, Halbrundbekrönung mit Muschelmotiv, schöne Dachhäuschen. Bau ist analog zur Küttnerstraße 2 gestaltet, bereits durch Sanierung beeinträchtigt. | 09244333 |
| Direkt Bild zu diesem Denkmal hochladen | Zwei Seitengebäude und Scheune eines Vierseithofes                                                              | Dorfstraße 35 (Karte)             | Um 1820 (Seitengebäude); um 1900 (Scheune) | Weitgehend originales Seitengebäude mit ortsbildprägendem Fachwerkobergeschoss, Scheune und zweites Seitengebäude wenig verändert. - Seitengebäude 1: zweigeschossiger Bau, Erdgeschoss in Stein, leicht überformt, Obergeschoss Fachwerkkonstruktion, Satteldach, Fachwerk freiliegend - Scheune: original erhalten, mit Holz verkleidet - Seitengebäude 2: Erdgeschoss in Stein, im Stall gußeiserne Säulen erhalten, Obergeschoss in Fachwerk | 09244545 |
|                                         | Wohnstallhaus eines Vierseithofes                                                                               | Dorfstraße 41 (Karte)             | 2. Drittel 19. Jahrhundert | Mit sichtbarem Fachwerk, weitgehend original erhalten. - Wohnstallhaus mit einfachem Fachwerk, mäßig steiles Satteldach, Eingang mit Porphyrgewände unter vorkragender Verdachung, beeinträchtigt durch neuen Putz des Erdgeschosses und zahlreiche Panoramafenster Abbruch zugestimmt am 3. April 1997 für Seitengebäude und Scheune, Seitengebäude und Scheune 1997 abgebrochen. - Seitengebäude: Eingang mit Porphyrgewände, Fachwerk mit Lehmausfachungen, prekärer Zustand - Scheune: weitestgehend unverändert, geschlossene Anlage | 09244543 |
|                                         | Häuslerhaus | Dorfstraße 43 (Karte)             | Um 1700 | Einfaches ländliches Wohnhaus mit sichtbarem Fachwerk im Obergeschoss, auf Grund seines Alters besonders wertvoll, in sehr gutem Zustand. Zweigeschossig, Satteldach, kleiner Stall straßenseitig vorgebaut, Fachwerk mit breitem Ständerrhythmus, Fußstreben, Verblattungen, zahlreiche alte Holzfenster, zum Teil Schiebefenster, alte Eingangstür, Fachwerk giebelseitig verputzt. | 09244540 |
|                                         | Villa | Dorfstraße 45 (Karte)             | Um 1905 | Qualitätvoller Bau in Hanglage, in zurückhaltendem Landhausstil, beherrschende Lage am Bahndamm, in gutem Erhaltungszustand, baugeschichtlich von Bedeutung | 09244539 |
| Direkt Bild zu diesem Denkmal hochladen | Wohnstallhaus eines ehemaligen Vierseithofes                                                                    | Dorfstraße 51 (Karte)             | Um 1800 | In Baukörperform und Fassadenaufteilung weitgehend original erhaltener Rest einer Hofanlage, sichtbares Fachwerk im Obergeschoss. Zweigeschossig, hohes Satteldach mit kurzem Schopfwalm, Erdgeschoss überformt (gegenwärtig im Umbau), stämmiges, regelmäßiges Fachwerk mit wenigen Streben, originale Fenstergrößen, beeinträchtigt durch giebelseitigen Anbau, Rückseite verkleidet. | 09244544 |
| Direkt Bild zu diesem Denkmal hochladen | Scheune eines Vierseithofes                                                                                     | Dorfstraße 57 (Karte)             | Um 1800 | Weitestgehend original erhaltener Bau, rückseitig mit schönem sichtbarem Fachwerk, markantes vorkragendes Steildach. Beidseitiger Schopfwalm, Giebel in Mauerwerk mit Porphyrgewänden, zwei Tennen, hofseitig verputzt, vermutlich teilweise gemauert. | 09244551 |
|                                         | Pfarrhaus und Seitengebäude                                                                                     | Dorfstraße 58 (Karte)             | Bezeichnet mit 1738 | Großes, imposantes Gebäude, profiliertes Porphyrportal mit ornamentiertem Schlussstein (bezeichnet mit 1738), hohes Schopfwalmdach, von Bedeutung für das Ortsbild, in unmittelbarer Nähe zur Kirche. - Pfarrhaus: zweigeschossiger Bau mit Schopfwalmdach, massiv, Porphyrgewände - Seitengebäude: Erdgeschoss massiv, Obergeschoss Fachwerk, Porphyrgewände im Erdgeschoss, ehemaliges Küsterhaus | 09244533 |
|                                         | Schule | Dorfstraße 60 (Karte)             | Nach 1830 | Wohlproportionierter Baukörper mit markantem Steildach in prominenter städtebaulicher Lage neben der Kirche, Fachwerk im Obergeschoss vermutlich unter Putz erhalten, in gutem Zustand. Alte Dorfschule, nach 1830 erbaut. Zweigeschossiges Gebäude mit acht Achsen, im Erdgeschoss leicht überformt (Fenster vergrößert), Portal mit Steingewände unter vorkragender Verdachung, einige alte Holzfenster, hohes Satteldach mit angedeutetem Schopfwalm. Kaum bauliche Veränderungen feststellbar. Hieraus ergibt sich der baugeschichtliche Wert des Hauses. Der Denkmalwert des Hauses ergibt sich weiterhin aus der ortsgeschichtlichen Bedeutung durch die langjährige Nutzung als Schulgebäude. | 09244541 |
|                                         | Kriegerdenkmal                                                                                                  | Dorfstraße 60 (neben) (Karte)     | Nach 1918 | Porphyrmonument mit den Namensinschriften der Gefallenen des Ersten Weltkrieges, unterhalb der Kirche gelegen, mit gärtnerisch gestaltetem halbrundem Vorplatz. Hohes, aus großen Tafeln zusammengesetztes Denkmal, im Zentrum Schwert als einziges figürliches Element, bekrönt von Tympanon mit Strahlenmotiv. | 09244542 |
|                                         | Häuslerhaus und Seitengebäude                                                                                   | Dorfstraße 65 (Karte)             | Bezeichnet mit 1824 | Weitestgehend original und gut erhaltenes Wohnhaus, dessen Fachwerkobergeschoss straßenbildprägend ist. Zweigeschossiger Bau, Erdgeschoss massiv, Obergeschoss Fachwerk, wenig Veränderungen. | 09244534 |
|                                         | Häuslerhaus | Dorfstraße 69 (Karte)             | Um 1800 | In seiner Originalsubstanz weitestgehend erhaltenes Wohnhaus, für das Ortsbild von Bedeutung, markant an der Straße gelegen. Zweigeschossiger Bau mit Fachwerkobergeschoss, sehr gut und original erhalten, Erdgeschoss massiv. | 09244538 |
| Direkt Bild zu diesem Denkmal hochladen | Seitengebäude eines Vierseithofes                                                                               | Dorfstraße 71 (Karte)             | Um 1700 | Auf Grund seines Alters und des seltenen, markant vorkragenden Fachwerks wertvolles Gebäude, in gutem Zustand. Zweigeschossig, hohes Satteldach mit kurzem beidseitigem Schopfwalm, Fachwerk mit sehr breitem Ständerrhythmus, einige Kopfbänder, Verblattungen, Obergeschoss auf Konsolbalken, deutlich vorkragend, rechts vermutlich erweitert (jüngeres Fachwerk), Erdgeschoss stark überformt (zwei Garageneinbauten). | 09244552 |
| Direkt Bild zu diesem Denkmal hochladen | Wohnstallhaus und Seitengebäude eines Vierseithofes                                                             | Dorfstraße 81 (Karte)             | Bezeichnet mit 1756 (Wohnstallhaus); 1. Drittel 19. Jahrhundert (Seitengebäude)                                                                         | Wertvoll auf Grund der gut erhaltenen Fachwerkobergeschosse. - Wohnstallhaus: zweigeschossig mit Satteldach, Erdgeschoss massiv und überformt, Obergeschoss Fachwerkkonstruktion, Giebelseite aufgemauert, massive Schwelle - Seitengebäude: zweigeschossiger Bau, Satteldach, Erdgeschoss massiv, Obergeschoss in Fachwerk, zum Hof hin verschiefert | 09244530 |
| Direkt Bild zu diesem Denkmal hochladen | Wohnstallhaus eines Vierseithofes                                                                               | Dorfstraße 97 (Karte)             | Ende 18. Jahrhundert | Weitgehend original erhaltenes Gebäude mit Fachwerkobergeschoss, landschaftstypisch und von Bedeutung für das Straßenbild. Zweigeschossig mit Schopfwalmdach, Erdgeschoss massiv. | 09244532 |
| Direkt Bild zu diesem Denkmal hochladen | Seitengebäude eines Vierseithofes                                                                               | Dorfstraße 107 (Karte)            | 1. Viertel 19. Jahrhundert | Wirtschaftsgebäude eines Bauernhofes, dessen Fachwerkkonstruktion auch im Erdgeschoss teilweise erhalten geblieben ist, wichtig für das Ortsbild. Zweigeschossiger Bau mit Schopfwalmdach, verändert durch Garageneinbau. | 09244527 |
| Direkt Bild zu diesem Denkmal hochladen | Wohnhaus und Scheune eines ehemaligen Bauernhofes                                                               | Dorfstraße 109 (Karte)            | 1. Viertel 19. Jahrhundert | Weitgehend original erhaltene Fachwerkbauten. - Scheune: Fachwerkkonstruktion, Satteldach, störender Garageneinbau - Wohnhaus: Erdgeschoss massiv und überformt, Obergeschoss Fachwerkkonstruktion, zum Dorf hin verschindelt, Satteldach verschiefert, liegende Dachfenster | 09244526 |
| Direkt Bild zu diesem Denkmal hochladen | Häuslerhaus | Dorfstraße 119 (Karte)            | 1. Viertel 19. Jahrhundert | Kleines Wohnhaus, von Wert auf Grund seiner weitestgehend erhaltenen Bausubstanz, Fachwerkobergeschoss, von Bedeutung für das Ortsbild. Zweigeschossiger Bau mit Sattel-, Schleppdach, Erdgeschoss massiv mit leichten Überformungen. | 09244529 |
|                                         | Bauernhof (Vierseithof) mit Wohnstallhaus, Scheune, drei Seitengebäuden und Hofpflasterung                      | Dorfstraße 123 (Karte)            | Bezeichnet mit 1820 (Wohnstallhaus); um 1820 (Scheune, kleines Fachwerk-Seitengebäude außerhalb und Seitengebäude); bezeichnet mit 1937 (Seitengebäude) | Bemerkenswert gut und geschlossen erhaltene Anlage, qualitätvolle Fachwerkbauten von ortsbildprägendem Charakter. - Wohnstallhaus: zweigeschossig mit Schopfwalmdach, Erdgeschoss in Stein, mit Überformungen (Fenstereinbrüche), im Obergeschoss sehr gut erhaltene kräftige Fachwerkkonstruktion, enggestellte Ständer, strebenreich - Seitengebäude 1: Torhaus, Erdgeschoss in Stein, Obergeschoss auf vorkragenden Deckenbalken, Fachwerk zum Dorf hin, Korbbogen über der Durchfahrt mit Schlussstein, Schopfwalmdach, Obergeschoss zum Dorf hin verschindelt - Scheune: Fachwerk, eine Giebelwand aufgemauert, zwei große Scheunentore original, Schopfwalmdach - Seitengebäude 2: bezeichnet mit 1937, schlichter Bau mit Satteldach, massiv - Seitengebäude 3: außerhalb des Hofes, kleines Wohngebäude in Fachwerk Beschreibung der Nebenanlagen ohne Denkmalwert: - Einfriedung: an der Nordwestecke des Hofes ehemaliger Garten mit Einfriedungsmauer (Sockel aus Porphyrmauerwerk, Pfeiler und Felder aus Klinkermauerwerk) - Erschließung: Zufahrt mit Brücke und Durchfahrt mit Pflaster - Hof mit Hofpflaster und Südwesttor - Gehölze: am Ost-Ende der Zufahrt Baumpaar (zwei Linden von ehemals vier, zwei Stubben mit Stockaustrieb), Obstwiese mit wenigen Obstbäumen, Solitärbäume (zwei Rosskastanien) an der Nordwestecke außerhalb des Gartens | 09244528 |
|                                         | Wohnstallhaus, Scheune und Seitengebäude eines Vierseithofes                                                    | Dorfstraße 167 (Karte)            | 1. Hälfte 19. Jahrhundert | Durch ihre Geschlossenheit beeindruckende Anlage, hofseitig mit sichtbarem Fachwerk, in gutem Zustand. Wohnhaus und Seitengebäude zweigeschossig, Satteldächer, Scheune mit Drempelgeschoss, Tenne mittig, seitlich Wagendurchfahrt, Wohnhaus mit einigen alten Holzfenstern, teilweise überformt. | 09244520 |
|                                         | Häuslerhaus | Dorfstraße 181 (Karte)            | 2. Viertel 19. Jahrhundert | Einfaches ländliches Wohnhaus, in Baukörperform und Fassadenaufteilung gut erhalten, Eingangsseite mit sichtbarem Fachwerk. Zweigeschossig, Satteldach, Erdgeschoss leicht überformt, Fachwerk beeinträchtigt (Schwellen herausgeschnitten), Giebelseite aufgemauert, Rückseite im Obergeschoss verschalt, alte Holzfenster. | 09244521 |
| Direkt Bild zu diesem Denkmal hochladen | Häuslerhaus und Schuppen                                                                                        | Hauptstraße 14 (Karte)            | Um 1860 | Schlichter ländlicher Bau, dessen Obergeschoss in Sichtfachwerk errichtet ist, von Bedeutung für das Straßenbild. Zweigeschossig, insgesamt weitestgehend original erhalten, zeitgleiches Seitengebäude in Fachwerk. | 09244564 |
| Direkt Bild zu diesem Denkmal hochladen | Scheune eines Dreiseithofes                                                                                     | Hauptstraße 16 (Karte)            | Um 1860 | Einheitliche Anlage eines Dreiseithofes, ausgesprochen gut erhaltene Scheune in Fachwerkkonstruktion. Fachwerkkonstruktion mit Drempelgeschoss, Satteldach. | 09244571 |
|                                         | Häuslerhaus und Scheune                                                                                         | Hauptstraße 18 (Karte)            | Um 1860 | Schlichtes Wohngebäude, Fachwerkobergeschoss ist ortsbildprägend, da der Bau direkt an der Hauptstraße liegt. Zweigeschossig, Satteldach, originale Fassadengliederung, guter Allgemeinzustand, Scheune mit Fachwerkkonstruktion. | 09244569 |
|                                         | Wohnstallhaus eines ehemaligen Vierseithofes                                                                    | Hauptstraße 22 (Karte)            | Um 1800 | Größeres Gebäude, das weitgehend in seinem Originalzustand erhalten ist, das strebenreiche Fachwerkobergeschoss und das steile Kopfwalmdach hat ortsbildprägende Wirkung. Erdgeschoss in Stein, Eingangsportal mit Verdachung und Zahnschnitt, strebenreiches Fachwerkobergeschoss, steiles Kopfwalmdach Das als Denkmal dazugehörende Seitengebäude (Nummer 20) wurde nach 2000 abgebrochen: Erdgeschoss in Stein, leicht überformt, strebenreiches Fachwerkobergeschoss, steiles Kopfwalmdach, Giebelseite verschiefert, beides sehr stattliche Gebäude, Abbruchgenehmigung vom 24. Mai 2000 für Seitengebäude. | 09244566 |
| Direkt Bild zu diesem Denkmal hochladen | Wohnstallhaus und Scheune eines Vierseithofes                                                                   | Hauptstraße 27 (Karte)            | Bezeichnet mit 1826 | Landschaftstypische Fachwerkbauten, baugeschichtliche und heimatgeschichtliche Bedeutung. - Wohnstallhaus: zweigeschossig, Schopfwalmdach, Erdgeschoss in Stein, Obergeschoss Fachwerkkonstruktion, Erdgeschoss Porphyrgewände - Scheune: Fachwerkkonstruktion, Drempelgeschoss, Satteldach, sehr gut erhalten, rückwärtig zwei Hocheinfahrten | 09244572 |
|                                         | Wohnstallhaus, Scheune und Pflasterung eines Vierseithofes                                                      | Hauptstraße 31 (Karte)            | 1. Drittel 19. Jahrhundert | Originales Wohnstallhaus mit schönen Porphyrgewänden und gut erhaltenem Fachwerkobergeschoss. - Wohnstallhaus: zweigeschossiger Bau mit steilem Schopfwalmdach, Erdgeschoss in Stein, Obergeschoss Fachwerk, Portal mit Porphyrgewände, gerader Sturz mit Schlussstein, Fassadengliederung nicht verändert - Scheune: Fachwerkkonstruktion, wichtig für das Straßenbild | 09244573 |
|                                         | Seitengebäude eines Vierseithofes                                                                               | Hauptstraße 43 (Karte)            | Um 1800 | Wertvolles Gebäude auf Grund der sehr gut erhaltenen Oberlaube, Seltenheitswert. Zweigeschossiger Bau, Satteldach, Erdgeschoss in Stein, Obergeschoss in Fachwerk mit sehr schöner Oberlaube. | 09244575 |
|                                         | Villa | Hauptstraße 44 (Karte)            | Um 1910 | Qualitätvoller Bau, dessen detailreiche Gestalt Bedeutung für das Ortsbild hat. Zweigeschossiger Bau, Walmdach, zweigeschossige Holzveranda, Eckturm mit verschieferter Haube, zum Teil Buntglasfenster, guter Erhaltungszustand, möglicherweise Fabrikantenvilla. | 09244574 |
|                                         | Bauernhof mit Wohnstallhaus, Scheune und zwei Seitengebäuden                                                    | Hauptstraße 47 (Karte)            | Um 1800 (Wohnstallhaus); bezeichnet mit 1837 (südliches Seitengebäude); nach 1949 (nördliches Seitengebäude)                                            | In ihrer Geschlossenheit bemerkenswerte Anlage, weitestgehend original, zwei Gebäude mit sichtbarem Fachwerk, alle Gebäude des 19. Jahrhunderts mit hohen Schopfwalmdächern. - Wohnstallhaus: stämmiges, strebenreiches Fachwerk im Obergeschoss, originale Fenstergrößen, alte Holzfenster, Portal mit Porphyrgewände und vorkragender Verdachung - nördliches Seitengebäude: Obergeschoss neu errichtet nach Zerstörung durch Artilleriebeschuss - südliches Seitengebäude: Fachwerk mit engem Ständerrhythmus, alte Holzfenster - Scheune: zwei Tennen, Tore segmentbogenförmig gerundet, hofseitig aufgemauert | 09244563 |
|                                         | Vierseithof mit Wohnstallhaus, zwei Seitengebäuden und Scheune                                                  | Hauptstraße 49 (Karte)            | Vor 1800 (Wohnstallhaus und östliches Seitengebäude); um 1900 (westliches Seitengebäude und Scheune)                                                    | Auf Grund ihrer Geschlossenheit bemerkenswerte Anlage, alle Gebäude mit sichtbarem Fachwerk, in recht gutem Zustand. Die beiden älteren Gebäude mit hohen Schopfwalmdächern - Wohnstallhaus: im Erdgeschoss und Obergeschoss überformt (breite Fenster), Fachwerk mit breitem Ständerrhythmus, Schwelle profiliert, Balkenzwischenräume in Holz ausgefacht, Obergeschoss insgesamt vorkragend - östliches Seitengebäude mit kräftigem, strebenreichem Fachwerk, beeinträchtigt durch Garageneinbau, rückseitig Fachwerk, auch im Erdgeschoss - Scheune: mit zwei Tennen und Drempelgeschoss, weitgehend unverändert - westliches Seitengebäude: durch Garageneinbau beeinträchtigt | 09244565 |
|                                         | Wohnstallhaus eines Vierseithofes                                                                               | Hauptstraße 53 (Karte)            | 17. Jahrhundert | Auf Grund seines hohen Alters sehr bemerkenswerter Bau mit sichtbarem Fachwerk im Obergeschoss. Zweigeschossig, hohes Schopfwalmdach, Erdgeschoss stark überformt, Garageneinbau und Panoramafenster, untere Schwelle beseitigt, Fachwerk mit zahlreichen Kopfstreben, Verblattungen, Schiffchenkehle, ein Breitfenster eingeschnitten, rückseitig verschiefert. | 09244562 |
| Direkt Bild zu diesem Denkmal hochladen | Scheune eines ehemaligen Vierseithofes                                                                          | Hauptstraße 55 (Karte)            | Um 1800 | Zusammengehörig mit dem Wohnstallhaus Küttnerstraße 1, weitgehend original erhaltenes Gebäude mit hofseitig verkleidetem, rückseitig offen liegendem Fachwerk und markantem Steildach. Zwei Tennen, hohes Satteldach, Fachwerk beidseitig leicht beeinträchtigt. | 09244561 |
|                                         | Wohnstallhaus eines Vierseithofes                                                                               | Hauptstraße 65 (Karte)            | Um 1800 | Weitestgehend original erhaltener Bau mit allseits sichtbarem Fachwerk im Obergeschoss. Zweigeschossig, hohes Schopfwalmdach, Erdgeschoss gemauert und verputzt, leicht beeinträchtigt durch veränderte Fenster, Obergeschoss regelmäßiges, strebenreiches Fachwerk, originale Fenstergrößen, rückwärtiger Anbau ebenfalls in Fachwerk. | 09244580 |
|                                         | Wohnstallhaus, Seitengebäude, Toreinfahrt und Pflasterung eines ehemaligen Vierseithofes                        | Hauptstraße 71 (Karte)            | 1752 (Wohnstallhaus); 1881 (Seitengebäude Neuaufbau auf alten Sockelmauern)                                                                             | Für das Ortsbild bedeutsames Gebäudeensemble von ortsbildprägender, baugeschichtlicher und sozialgeschichtlicher Bedeutung. - Wohnstallhaus: zweigeschossiger Longitudinalbau, im Obergeschoss regelmäßiges Fachwerk, bei Sanierung Rückführung der zu großen Fenster auf das ursprüngliche Maß, hohes Krüppelwalmdach mit Schieferdeckung, Giebel heute wieder mit Schmuckverschieferung, trotz Umbauten im Zeitraum nach 1945 bis um 1990 blieb das Gebäude im Wesentlichen original erhalten – so die Raumstruktur und der Dachstuhl - Seitengebäude: zweigeschossiger Longitudinalbau mit Fachwerk im Obergeschoss – heute wieder verschiefert, Satteldach sowie große Mittelgaube mit Satteldach. Beide Gebäude wurden grundlegend saniert und zu Wohngebäuden ausgebaut, wobei weitgehend originaler Bestand erhalten blieb. Die Fenstereinfassungen wurden durch neue Porphyrsteine ersetzt. Die Sanierung beider Gebäude erfolgte unter Wahrung des historischen Erscheinungsbildes nach historischen Fotografien und Bildern. - Hofpflasterung: Die historische Pflasterung des Hofes aus Flusskieseln blieb, wenngleich teilweise gestört, erhalten. - Toreinfahrt: zwischen Wohnstallhaus und ehemaligem Seitengebäude blieb die historische Toreinfahrt, bestehend aus gemauerten Torpfeilern aus unverputzten Ziegeln und Holztoren, erhalten. - Scheune: 2006 neu errichtetes Fachwerkgebäude mit massivem Erdgeschoss. In seiner Kubatur entspricht das neue Gebäude vermutlich dem abgebrochenen Vorgängerbau, in der Wahl des Baumaterials, der Raumstruktur und Konstruktionsweise gibt es jedoch gravierende Unterschiede. Damit erlangt das Gebäude keinen baugeschichtlichen und sozialgeschichtlichen Aussagewert. Für das Ortsbild kommt dem Gebäude allerdings Bedeutung zu. Dies begründet jedoch nicht einen Denkmalwert, der immer an die geschichtliche Bedeutung gebunden ist. Die Kopie des Wirtschaftsgebäudes ist damit kein Kulturdenkmal. | 09303032 |
| Direkt Bild zu diesem Denkmal hochladen | Wohnstallhaus und zwei Seitengebäude eines Vierseithofes                                                        | Hauptstraße 77 (Karte)            | Bezeichnet mit 1768 (Wohnstallhaus); Ende 18. Jahrhundert (Seitengebäude)                                                                               | Für das Ortsbild bedeutende Hofanlage, Gebäude mit viel Originalsubstanz und Details wie Segmentbogenportalen und Prophyrgewänden. - Wohnstallhaus: zweigeschossiger Bau mit Satteldach, Erdgeschoss massiv, Obergeschoss Fachwerk verkleidet, schöne Porphyrgewände an Fenster und Türen, Portale mit Schlussstein und Segmentbogen, Garageneinbau - Seitengebäude 1: zweigeschossiger Bau mit Satteldach, Erdgeschoss massiv, Obergeschoss Sichtfachwerk - Seitengebäude 2: zweigeschossiger Bau, Satteldach, Erdgeschoss massiv, mit Veränderungen, Obergeschoss in Fachwerk mit zum Teil Lehmgefachen, zum Teil mit Ziegel ausgefüllt, schlechter baulicher Zustand | 09244555 |
| Direkt Bild zu diesem Denkmal hochladen | Seitengebäude eines ehemaligen Bauernhofes                                                                      | Hauptstraße 81 (Karte)            | Um 1800 | Wertvoll auf Grund des gut erhaltenen, straßenbildprägenden Fachwerkobergeschosses. Zweigeschossiger Bau mit Satteldach, Erdgeschoss massiv, mit Garageneinbrüchen. | 09244554 |
| Direkt Bild zu diesem Denkmal hochladen | Seitengebäude eines ehemaligen Vierseithofes                                                                    | Hauptstraße 91 (Karte)            | 18. Jahrhundert | Fachwerkbau, dessen Erdgeschoss noch nicht unterfahren ist, auf Grund dieser Seltenheit von Bedeutung. Gebäude komplett in Fachwerk, nur eine Ecke ist nachträglich gemauert, Verblattungen, möglicherweise wurde der Bau mal aufgestockt. | 09244558 |
| Direkt Bild zu diesem Denkmal hochladen | Gemeindeamt (Rathaus)                                                                                           | Hauptstraße 92 (Karte)            | Um 1920 | Einfacher, qualitätvoller Rathausbau mit abwechslungsreicher Dachlandschaft, baugeschichtlich und ortsgeschichtlich von Bedeutung. Zweigeschossiger Baukörper auf hohem, natursteinverkleidetem Sockel, schmucklose Putzfassade, Aufschrift „Gemeindeamt“, „Sparkasse“, überdachter seitlicher Eingang, ausgebautes Mansarddach mit breitem symmetrisch gestaltetem Dachaufbau, ein zylinderförmiger Turm bekrönt das Dach, Schieferdeckung. | 09244579 |
| Weitere Bilder                          | Gasthof „Ritterhof“ und Saal in offener Bebauung                                                                | Hauptstraße 96 (Karte)            | Ende 19. Jahrhundert | Großer, aufwendig gestalteter Gründerzeitbau in rotem und grünem Klinker, sehr markant an der Hauptstraße gelegen und wichtig für das Straßenbild. Zweigeschossiger Bau mit Schopfwalmdach, Eingang mit Halbsäulen, Dreiecksgiebel, künstlerisch hervorgehoben, über dem Eingang erhebt sich ein rechtkantiger Turm mit geschweiftem Helm und Spitze, aufwendige Fenstergewände mit Profilierung und Kämpfersteinen, Fensterschlusssteine: menschliche Köpfe, zwei Dacherker mit Giebel, Konsolfries, originale Tür, zum Teil originale Innenausstattung. | 09244557 |
|                                         | Scheune eines Vierseithofes                                                                                     | Hauptstraße 107 (Karte)           | Um 1800 | Imposantes Gebäude, wertvoll auf Grund der gut erhaltenen Fachwerkkonstruktion und dem markanten Schopfwalmdach mit zwei Hechten. Gebäude mit Schopfwalmdach, zwei Hechte, Sockel massiv, darüber Fachwerk, sowohl zum Hof als auch zur Straßenseite. | 09244560 |
| Direkt Bild zu diesem Denkmal hochladen | Kleiner Bauernhof mit Wohnstallhaus und Scheune                                                                 | Hauptstraße 120 (Karte)           | 3. Viertel 19. Jahrhundert | Geschlossen erhaltene Hofanlage, Scheune mit sichtbarem Fachwerk, Wohnhaus mit Fachwerk unter Schieferverkleidung. - Wohnhaus: zweigeschossig mit Satteldach, alte Holzfenster im Obergeschoss, Erdgeschoss unter Putz - Scheune mit Drempelgeschoss, altes Tor, Giebelseiten und Rückseite unter Holzverschalung | 09244553 |
|                                         | Wohnstallhaus eines ehemaligen Vierseithofes, jetzt Gasthof und Pension „Zum Holzwurm“                          | Herrmann-Küttner-Straße 1 (Karte) | Um 1800 | Weitgehend original erhaltenes Gebäude mit sichtbarem Fachwerk, qualitätvolle gründerzeitliche Giebelseite. Langgestreckter zweigeschossiger Bau mit hohem Satteldach, kurzer Schopfwalm, regelmäßiges, stämmiges Fachwerk, zahlreiche Streben, Erdgeschoss leicht überformt, im Obergeschoss originale Fenstergrößen, rückseitig verkleidet, Giebelseite gründerzeitlich aufgemauert, mit schön gestalteten Fenstergewänden | 09244585 |
|                                         | Mietvilla | Herrmann-Küttner-Straße 2 (Karte) | Um 1905 | Anspruchsvoll gestalteter Wohnbau in historisierenden Formen mit original erhaltener Putzhaut in markanter städtebaulicher Situation, Gebäude analog zur Dorfstraße 32 gestaltet. Zweigeschossiges Gebäude mit je vier Achsen zur Hauptstraße und zur Küttnerstraße, an der Ecke abgeschrägt, hier ursprünglich Ladeneingang, heute vermauert, feine Putzgliederung mit Segmentbögen über den Fenstern im Erdgeschoss, Brüstungsfelder, horizontale Bänder, markanter Dachaufsatz über der Gebäudeecke, zwei Dacherker, Halbrundbekrönung mit Muschelmotiv, schöne Dachhäuschen, Fenster bereits erneuert. Stand irrtümlich bis 2007 unter Küttnerstraße in der Denkmalliste. | 09244583 |
| Weitere Bilder                          | Kirche mit Ausstattung, Kirchhof und Kirchhofsmauer                                                             | Kirchstraße (Karte)               | 1738–1743 (Turm); 1895 (Kirche und Orgel); um 1500 (Taufe); 1755 (Flügel eines ehemaligen Altars)                                                       | Späthistoristisches Kirchengebäude im Rückgriff auf barocke und mittelalterliche Formelemente, das den Glockenturm des Vorgängerbaus mit einbezieht, Altarbild der barocken Kirche und Taufstein (um 1500) der mittelalterlichen Kirche noch vorhanden. Kreuzgrundriss, gewölbter Altarraum mit 5/8-Schluss, Kirchenschiff holzgedeckt, Kanzel, Empore und Orgel (mechanischer Antrieb) sowie das Gestühl sind Teil der Ausstattung von 1895, Altar in romanischen Stilformen, Außenbau: Ziegelmauerwerk, verputzt, Sockel bruchsteinverkleidet, Gliederungselemente in Porphyr, stark vorkragende Strebepfeiler, Rundbogenfenster (Originalverglasung, teilweise farbig), am südlichen Kreuzarm wölbt sich das Dachgesims über dem mittleren Fenster empor und es entsteht eine symmetrische Seitenfassade, Schieferdeckung, Dachreiter im Schnittpunkt der walmgedeckten Kreuzarme. | 09244587 |
| Direkt Bild zu diesem Denkmal hochladen | Gefallenendenkmal                                                                                               | Kirchstraße (Karte)               | Nach 1866 | Gedrungener Obelisk auf hohem Sockel bekrönt von einer Kanonenkugel mit Flammenschmuck, seitlich Relief mit Lorbeerkranz, Namensinschriften der Gefallenen des Krieges von 1866. | 09244588 |
| Direkt Bild zu diesem Denkmal hochladen | Wohnstallhaus, Scheune und Seitengebäude eines Vierseithofes                                                    | Kirchstraße 1 (Karte)             | 18. Jahrhundert (Wohnstallhaus); 1737 (Scheune) | Auf Grund ihrer Geschlossenheit bemerkenswerte Hofanlage, wertvoll besonders das Seitengebäude mit gut erhaltener Oberlaube von großer baugeschichtlicher und heimatgeschichtlicher Bedeutung. Alle Gebäude mit hohen Satteldächern und kurzem beidseitigem Schopfwalm, Scheune mit gemauerten Giebelseiten, ansonsten Fachwerk (zum Hof hin sichtbar), Verblattungen, Seitengebäude mit gemauertem Erdgeschoss, Obergeschoss mit Oberlaube, Dach schiefergedeckt, Giebelseite verschiefert, Rückseite Fachwerk, verputzt, Wohnstallhaus hofseitig vermutlich ausgemauert, ansonsten Fachwerk unter Verkleidung vorhanden, weitgehend originale Fenstergrößen. | 09244586 |
| Direkt Bild zu diesem Denkmal hochladen | Ehemaliges Mauthaus (Königlich-Sächsische Einnahmestelle) an der Landstraße nach Chemnitz                       | Krumbacher Weg 2 (Karte)          | 1. Drittel 19. Jahrhundert | Von herausragender Bedeutung als eines der ganz wenigen erhaltenen Gebäude seiner Gattung in der Region, von besonderem architektonischem Wert, gut erhalten. Eingeschossiger, wohlproportionierter Bau mit elegantem, leicht geschwungenem Schopfwalmdach, Schieferdeckung, Porphyrgewände, hohes Portal mit vorkragender Verdachung an der Straßenseite, heute vermauert, alle alten Holzfenster noch vorhanden, einige Fensterläden erhalten. | 09244591 |
|                                         | Wohnstallhaus und Seitengebäude eines Vierseithofes                                                             | Lindenstraße 1 (Karte)            | Bezeichnet mit 1815 (Wohnstallhaus); um 1820 (Seitengebäude)                                                                                            | Landschaftstypische, gut erhaltene Gebäude, an denen sich der ursprüngliche Zustand noch gut ablesen lässt. - Wohnstallhaus: zweigeschossiger Bau mit Schopfwalmdach, Erdgeschoss massiv, Obergeschoss Fachwerkkonstruktion, Erdgeschoss durch ein Panoramafenster entstellt, Obergeschoss in sehr gutem Zustand, ohne Veränderungen - Seitengebäude: Erdgeschoss massiv, Obergeschoss Fachwerk, Schopfwalmdach 2005 Wohnstallhaus unsaniert, Seitengebäude saniert. | 09244264 |
|                                         | Häuslerhaus | Querstraße 4 (Karte)              | 2. Drittel 19. Jahrhundert | In Baukörperform und Fassadenaufteilung gut erhalten, wohlproportioniertes ländliches Wohnhaus. Zweigeschossig, Satteldach, Außenwände allseitig aufgemauert, originale Fenstergrößen, alte Holzfenster und -tür, Portal mit Zahnschnitt unter vorkragender Verdachung, gut angefügter rückwärtiger Anbau. | 09243924 |
|                                         | Häusleranwesen                                                                                                  | Vogelsweg 1 (Karte)               | 1. Viertel 19. Jahrhundert | Einfaches, sehr gut erhaltenes, ländliches Wohnhaus, Fachwerk im Obergeschoss unter Schieferverkleidung allseits erhalten. Zweigeschossig, hohes Satteldach, im Erdgeschoss Fenster leicht vergrößert, Portal mit Porphyrgewänden und vorkragender Verdachung, alte Holzfenster durchgängig erhalten. | 09244597 |
|                                         | Vierseithof mit Wohnstallhaus, zwei Seitengebäuden und Scheune                                                  | Vogelsweg 5 (Karte)               | Um 1800 | Auf Grund ihrer Einheitlichkeit und Geschlossenheit sehr bemerkenswerte Anlage, teilweise mit sichtbarem Fachwerk, in gutem Zustand. Alle Gebäude besitzen hohe Satteldächer, zumeist mit beidseitigem kurzem Schopfwalm, Wohnstallhaus bereits recht stark überformt, Fachwerk teilweise verkleidet, hofseitig ersetzt oder durch Blendmauer verborgen, mehrere Panoramafenster, östliches Seitengebäude mit sehr regelmäßigem Fachwerk, wenige Streben, alte Holzfenster, Portal mit Porphyrgewände und vorkragender Verdachung, Garageneinbau, westliches Seitengebäude mit denselben Merkmalen, ebenfalls mit Garageneinbau, Scheune gemauert und verputzt, weitestgehend original. | 09244598 |
|                                         | Wohnhaus in offener Bebauung                                                                                    | Wasserwerksweg 2 (Karte)          | Ende 19. Jahrhundert | Schlichtes Wohnhaus, wertvoll auf Grund der erhaltenen Putzhaut, dokumentiert die Bautätigkeit vom Ende des letzten Jahrhunderts. Zweigeschossiger Bau mit Satteldach, profilierte Fenster- und Türgewände, Fensterverdachungen im Obergeschoss, umlaufendes, geschosstrennendes Gesims. | 09244593 |
|                                         | Wohnstallhaus eines ehemaligen Vierseithofes                                                                    | Wasserwerksweg 3a (Karte)         | 1. Drittel 19. Jahrhundert | Ländliches Wohngebäude mit sichtbarer Fachwerkkonstruktion, Lehmausfachungen und etlichen originalen Baudetails. Zweigeschossig, hohes Satteldach, Bruchsteinmauerwerk im Erdgeschoss, Fenster mit Porphyrgewände, zwei Portale mit vorkragender Verdachung, im Obergeschoss einfaches, regelmäßiges Fachwerk, strebenarm, im Stallbereich und an nördlicher Giebelseite aufgemauert, Dachdeckung erneuert. | 09244449 |
|                                         | Wasserwerk Mittweida mit Maschinensaal, Wohnung des Wasserwerksmeisters, Brunnenhaus und weiteren Nebengebäuden | Wasserwerksweg 6a (Karte)         | Um 1900 (Wasserwerk und Maschinensaal); bezeichnet mit 1932 (Wasserversorgungs- und Abwasseranlage)                                                     | Entstanden in Verbindung mit Wasserturm (siehe auch dort), wichtiges Zeugnis der Technikgeschichte, gestalterisch sorgfältig komponierte Anlage, in gutem Zustand. Um 1900 ausgeführte Bauteile in rotem und gelbem Ziegel, zu hofartiger Einheit gruppiert, sparsame historisierende Gliederung, bemerkenswert der große Maschinensaal mit rückwärtigem Rundbogenfenster, Tor verändert, späteres Brunnenhaus in Sichtbeton. | 09244592 |

## Ehemalige Denkmäler
| Bild                                    | Bezeichnung                                                       | Lage                    | Datierung                  | Beschreibung | ID       |
| --------------------------------------- | ----------------------------------------------------------------- | ----------------------- | -------------------------- | --- | -------- |
| Direkt Bild zu diesem Denkmal hochladen | Häuslerhaus                                                       | Dorfstraße 3 (Karte)    | Um 1870                    | Schlichter Wohnbau, in seiner Originalität erhalten und für das Ortsbild von Bedeutung, da am Beginn der Dorfstraße gelegen. Zweigeschossiger Bau mit Satteldach, Erdgeschoss massiv, Obergeschoss Fachwerk, zur Straße und an den Giebelseiten verschiefert, rückwärtig Sichtfachwerk. Zwischen 2011 und 2016 abgerissen. | 09244550 |
| Direkt Bild zu diesem Denkmal hochladen | Häuslerhaus                                                       | Dorfstraße 44 (Karte)   | 1. Viertel 19. Jahrhundert | Kleines Wohnhaus, in seiner originalen Bausubstanz noch weitestgehend vorhanden. Zweigeschossiger Bau, Satteldach, Erdgeschoss massiv, Obergeschoss verputztes Fachwerk. Zwischen 2016 und 2018 abgerissen. | 09244535 |
| Direkt Bild zu diesem Denkmal hochladen | Häusleranwesen                                                    | Hauptstraße 9 (Karte)   | 1. Drittel 18. Jahrhundert | Zeittypische ländliches Wohngebäude von regionalgeschichtlicher Bedeutung. Kleines Häusleranwesen, in seinem Originalzustand weitestgehend erhalten. Zwischen 2011 und 2016 abgerissen. | 09244748 |
| Direkt Bild zu diesem Denkmal hochladen | Wohnstallhaus eines Vierseithofes                                 | Hauptstraße 103 (Karte) | Um 1800                    | In seiner Originalsubstanz weitestgehend erhaltenes Gebäude mit Fachwerkobergeschoss. Zweigeschossiger Bau, Erdgeschoss massiv, Schopfwalmdach, Obergeschoss in Fachwerkkonstruktion, Portal mit Gebälk und Datierung (nicht leserlich). Zwischen 2011 und 2009 abgerissen. | 09244559 |
| Direkt Bild zu diesem Denkmal hochladen | Wohnstallhaus, Scheune und zwei Seitengebäude eines Dreiseithofes | Querstraße 1 (Karte)    | Um 1800                    | Wohnstallhaus ist interessant auf Grund seiner eigenwilligen winkligen Grundrissform. - Wohnstallhaus: Erdgeschoss massiv mit Porphyrgewände, Kreuzstockfenster, Obergeschoss Fachwerk, eigenwillige Dachform, Schopfwalmdach - Scheune: Fachwerk mit Lehmgefachen, desolater Zustand, Drempel, Schopfwalmdach - Seitengebäude 1: Erdgeschoss Bruchstein, Obergeschoss verbrettert, Schopfwalmdach - Seitengebäude 2: Bruchstein, Schopfwalmdach Zwischen 2001 und 2009 abgerissen. | 09244582 |

## Ausführlicher Denkmaltext
1. ↑  Wohnstallhaus und Scheune eines Vierseithofes (Hauptstraße 27):

Das ehemalige Wohnstallhaus und die Scheune sind Teile eines Vierseithofes, der zur ortsprägenden Siedlungsstruktur des Waldhufendorfes Altmittweida gehört. Das auf der östlichen Hofseite stehende Wohnstallhaus wurde nach Datierung an der Haustürrahmung 1826 errichtet. Vermutlich war es bis zur Erneuerung der Hofanlage nach einem Brand um 1900, bei dem bis auf diesen Bau alle anderen Hofbestandteile zerstört worden, das bäuerliche Wohnhaus. Mit der Erneuerung entstand ein neues Wohnhaus auf der Nordseite des Hofes, damit wurde das alte Bauernhaus möglicherweise zum Auszugshaus. Das Gebäude hat sich im Wesentlichen im historischen, im Kern auf 1826 zurückgehenden Bestand erhalten. Es besteht aus einem massiven Erdgeschoss und einem Obergeschoss in Fachwerkkonstruktion. Letzteres ist vollständig verkleidet, ursprünglich mit Schiefer, so noch am abgewandten Giebel und der Rückseite vorhanden, hofseitig in DDR-Zeiten durch Faserzementplatten ersetzt. Das hohe Krüppelwalmdach wird von einem stattlichen Dachwerk mit liegendem Stuhl getragen. Außer der Grundsubstanz weist das Gebäude auch noch eine Reihe interessanter historischer Ausstattungselemente auf, die teils aus der Erbauungszeit stammen, teils auch jünger sind. Hier sind die Türrahmungen von Haus- und Stalleingang, die Haustür, Schmuckfliesen im Eingangsbereich oder auch der  lange Gang im Obergeschoss zu nennen. Der sicher bemerkenswerteste Bestandteil des Gebäudeinneren ist der dreischiffige Stall mit flachen Kappengewölben auf Porphyrtuffsäulen. Nachträglich, doch noch im 19. Jahrhundert erfolgte eine rückseitige Erweiterung des Gebäudes. Auf der dem Wohnstallhaus gegenüberliegenden westlichen Hofseite steht die Scheune, die nach Auskunft auf den Wiederaufbau des abgebrandten Hofes um 1900 zurückgeht. Sie ist vollständig in Fachwerk ausgeführt und ebenfalls im ursprünglichen Bestand gut erhalten. Rückwärtig erfolgt der Zugang über zwei Hocheinfahrten.

Das ehemalige Wohnstallhaus und die Scheune sind weitgehend authentische Zeugnisse der ländlichen Architektur im mittelsächsischen Hügelland bzw. im Erzgebirgsvorland. Sie dokumentieren die landschaftstypische Bauform und Bauweise der bäuerlichen Gebäude in ihrer Entstehungszeit und veranschaulichen damit auch die einst auf dem Lande herrschenden Lebens- und Wirtschaftsverhältnisse. Unter diesen Aspekten erlangen sie baugeschichtliche und heimatgeschichtliche Bedeutung.